# Lamprichthys tanganicanus
El poecílido del Tanganica (Lamprichthys tanganicanus) es una especie de pez actinopeterigio de agua dulce, la única del género monotípico Lamprichthys de la familia de los poecílidos. Peces de tamaño medio con una  longitud máxima descrita de 15 cm, son pescados y se comercializan para alimentación humana y también para acuariofilia.

## Distribución y hábitat
Se distribuye por ríos de la vertiente índica de África, un endemismo de la zona de la orilla del lago Tanganica que penetra por el delta del río Malagarasi, recientemente introducido también en el lago Kivu. Habita costas rocosas, pero también se encuentra en las zonas profundas del lago, donde no es una especie estacional.